# Мала Річка (Медведевський район)
Мала Рі́чка (рос. Малая Речка, марій. Изэҥер) — присілок у складі Медведевського району Марій Ел, Росія. Входить до складу Люльпанського сільського поселення.

## Населення
Населення — 48 осіб (2010; 41 у 2002).
Національний склад (станом на 2002 рік):
- росіяни — 93 %